# Richard Krajicek
Richard Peter Stanislav Krajicek (sinh ngày 6 tháng 12 năm 1971) là cựu tay vợt chuyên nghiệp  người Hà Lan.Vào năm 1996 anh đã giành chức vô địch Wimbledon sau khi đánh bại MaliVai Washington trong trận chung kết,trên con đường đến với chức vô địch anh cũng đã đánh bại Pete Sampras ở tứ kết

## Sự nghiệp
Richard Krajicek bắt đầu làm quen với quần vợt ở tuổi lên 4.Anh bắt đầu chới quần vợt chuyên nghiệp năm 1989 và giành danh hiệu đầu tiên tại Hong Kong năm 1991.Năm 1992 anh trở thành tay vợt Hà Lan đầu tiên vào đến bán kết một giải Grand Slam đó là Úc Mở rộng và phải chịu thua trước tay vợt sau đó đã lên ngôi vô địch là Jim Courier.Đỉnh cao nhất trong sự nghiệp của anh là chức vô địch Wimbledon năm 1996.Vị trí cao nhất của anh trên bảng xếp hạng ATP là số 4 thế giới vào năm 1999.Anh giải nghệ vào năm 2003.Trong sự nghiệp của mình anh giành được 17 danh hiệu đơn và 3 danh hiệu đôi

## Chung kết Grand Slam

#### Đơn: 1 (1 danh hiệu)
| Kết quả | Năm  | Giải đấu  | Mặt sân | Đối thủ            | Tỷ số         |
| Vô địch | 1996 | Wimbledon | Cỏ      | MaliVai Washington | 6–3, 6–4, 6–3 |

### Chung kết Masters Series

#### Đơn: 6 (2 danh hiệu, 4 á quân)
| Kết quả | Năm  | Giải đấu         | Mặt sân  | Đối thủ            | Tỷ số              |
| ------- | ---- | ---------------- | -------- | ------------------ | ------------------ |
| Á quân  | 1996 | Rome             | Đất nện  | Thomas Muster      | 2–6, 4–6, 6–3, 3–6 |
| Á quân  | 1997 | Stuttgart        | Thảm (i) | Petr Korda         | 6–7(6–8), 2–6, 4–6 |
| Á quân  | 1998 | Canada (Toronto) | Cứng     | Patrick Rafter     | 6–7(3–7), 4–6      |
| Vô địch | 1998 | Stuttgart        | Thảm (i) | Yevgeny Kafelnikov | 6–4, 6–3, 6–3      |
| Vô địch | 1999 | Key Biscayne     | Cứng     | Sébastien Grosjean | 4–6, 6–1, 6–2, 7–5 |
| Á quân  | 1999 | Stuttgart        | Thảm (i) | Thomas Enqvist     | 1–6, 4–6, 7–5, 5–7 |

## Thành tích

### Đơn: 26 (17 danh hiệu, 9 á quân)
| Legend                        |
| ----------------------------- |
| Grand Slam (1–0)              |
| Tennis Masters Cup (0–0)      |
| ATP Masters Series (2–4)      |
| ATP Championship Series (5–3) |
| ATP Tour (9–2)                |

| Mặt sân       |
| Cứng(7–5)     |
| Đất nện (1–1) |
| Cỏ (3–1)      |
| Thảm (6–2)    |

| Kết quả | Số thứ tự | Ngày                      | Giải đấu                          | Surface  | Đối thủ            | Tỷ số                             |
| ------- | --------- | ------------------------- | --------------------------------- | -------- | ------------------ | --------------------------------- |
| Vô địch | 1.        | ngày 8 tháng 4 năm 1991   | Hong Kong, Vương quốc Anh         | Cứng     | Wally Masur        | 6–2, 3–6, 6–3                     |
| Á quân  | 1.        | ngày 13 tháng 4 năm 1992  | Tokyo, Nhật Bản                   | Cứng     | Jim Courier        | 4–6, 4–6, 6–7(3–7)                |
| Vô địch | 2.        | ngày 10 tháng 8 năm 1992  | Los Angeles, Mỹ                   | Cứng     | Mark Woodforde     | 6–4, 2–6, 6–4                     |
| Vô địch | 3.        | ngày 16 tháng 11 năm 1992 | Antwerp, Bỉ                       | Thảm (i) | Mark Woodforde     | 6–2, 6–2                          |
| Á quân  | 2.        | ngày 22 tháng 2 năm 1993  | Stuttgart, Đức                    | Thảm (i) | Michael Stich      | 6–4, 5–7, 6–7(4–7), 6–3, 5–7      |
| Vô địch | 4.        | ngày 9 tháng 8 năm 1993   | Los Angeles, Mỹ                   | Cứng     | Michael Chang      | 0–6, 7–6(7–3), 7–6(7–5)           |
| Vô địch | 5.        | ngày 11 tháng 4 năm 1994  | Barcelona, Tây Ban Nha            | Đất nện  | Carlos Costa       | 6–4, 7–6(8–6), 6–2                |
| Vô địch | 6.        | ngày 13 tháng 6 năm 1994  | Rosmalen, Hà Lan                  | Cỏ       | Karsten Braasch    | 6–3, 6–4                          |
| Vô địch | 7.        | ngày 10 tháng 10 năm 1994 | Sydney, Australia                 | Cứng (i) | Boris Becker       | 7–6(7–5), 7–6(9–7), 2–6, 6–3      |
| Vô địch | 8.        | ngày 27 tháng 2 năm 1995  | Stuttgart, Đức                    | Thảm (i) | Michael Stich      | 7–6(7–4), 6–3, 6–7(6–8), 1–6, 6–3 |
| Vô địch | 9.        | ngày 6 tháng 3 năm 1995   | Rotterdam, Hà Lan                 | Thảm (i) | Paul Haarhuis      | 7–6(7–5), 6–4                     |
| Á quân  | 3.        | ngày 21 tháng 8 năm 1995  | New Haven, Mỹ                     | Cứng     | Andre Agassi       | 6–3, 6–7(2–7), 3–6                |
| Á quân  | 4.        | ngày 20 tháng 5 năm 1996  | Rome, Ý                           | Đất nện  | Thomas Muster      | 2–6, 4–6, 6–3, 3–6                |
| Vô địch | 10.       | ngày 8 tháng 7 năm 1996   | Wimbledon, London, Vương quốc Anh | Cỏ       | MaliVai Washington | 6–3, 6–4, 6–3                     |
| Á quân  | 5.        | ngày 5 tháng 8 năm 1996   | Los Angeles, Mỹ                   | Cứng     | Michael Chang      | 4–6, 3–6                          |
| Vô địch | 11.       | ngày 10 tháng 3 năm 1997  | Rotterdam, Hà Lan                 | Thảm (i) | Daniel Vacek       | 7–6(7–4), 7–6(7–5)                |
| Vô địch | 12.       | ngày 21 tháng 4 năm 1997  | Tokyo, Nhật Bản                   | Cứng     | Lionel Roux        | 6–2, 3–6, 6–1                     |
| Vô địch | 13.       | ngày 23 tháng 6 năm 1997  | Rosmalen, Hà Lan                  | Cỏ       | Guillaume Raoux    | 6–4, 7–6(9–7)                     |
| Á quân  | 6.        | ngày 27 tháng 10 năm 1997 | Stuttgart, Đức                    | Thảm (i) | Petr Korda         | 6–7(6–8), 2–6, 4–6                |
| Vô địch | 14.       | ngày 16 tháng 2 năm 1998  | St. Petersburg, Nga               | Thảm (i) | Marc Rosset        | 6–4, 7–6(7–5)                     |
| Á quân  | 7.        | ngày 10 tháng 8 năm 1998  | Toronto, Canada                   | Cứng     | Patrick Rafter     | 6–7(3–7), 4–6                     |
| Vô địch | 15.       | ngày 2 tháng 11 năm 1998  | Stuttgart, Đức                    | Cứng (i) | Yevgeny Kafelnikov | 6–4, 6–3, 6–3                     |
| Vô địch | 16.       | ngày 1 tháng 3 năm 1999   | London, Vương quốc Anh            | Thảm (i) | Greg Rusedski      | 7–6(8–6), 6–7(5–7), 7–5           |
| Vô địch | 17.       | ngày 29 tháng 3 năm 1999  | Miami, Mỹ                         | Cứng     | Sébastien Grosjean | 4–6, 6–1, 6–2, 7–5                |
| Á quân  | 8.        | ngày 1 tháng 11 năm 1999  | Stuttgart, Đức                    | Cứng (i) | Thomas Enqvist     | 1–6, 4–6, 7–5, 5–7                |
| Á quân  | 9.        | ngày 19 tháng 6 năm 2000  | Halle, Đức                        | Cỏ       | David Prinosil     | 3–6, 2–6                          |